# Niels Erik Nørlund
Niels Erik Nørlund (Slagelse, 26 ottobre 1885 – Copenaghen, 4 luglio 1981) è stato un matematico, geodeta e accademico danese, noto per i suoi contributi alla teoria delle funzioni, all'analisi matematica e alla geodesia.
La sua carriera si estese per decenni, durante i quali giocò un ruolo fondamentale nello sviluppo della ricerca scientifica in Danimarca e nell'avanzamento delle scienze matematiche e geodetiche a livello internazionale. Fu anche un prolifico autore di libri e articoli scientifici, contribuendo significativamente alla divulgazione e alla comprensione di temi complessi.

## Biografia
Niels Erik Nørlund nacque il 26 ottobre 1885 a Slagelse, una cittadina situata sull'isola di Zelanda, in Danimarca. Dopo aver completato gli studi scolastici nella sua città natale, si iscrisse all'Università di Copenaghen, dove studiò matematica e fisica. Nørlund dimostrò fin dai primi anni universitari un grande talento, che gli permise di ottenere il dottorato in matematica nel 1910 con una tesi sulla teoria delle equazioni differenziali.
Dopo aver completato gli studi, intraprese un periodo di ricerca post-dottorato all'estero, collaborando con eminenti matematici del suo tempo. Durante questi anni, consolidò la sua reputazione internazionale come uno dei matematici più promettenti della sua generazione.
Nel 1921, Nørlund fu nominato professore di matematica all'Università di Lund in Svezia. Nel 1928, tornò in Danimarca per assumere la cattedra di Geodesia e Matematica Applicata all'Università di Copenaghen, posizione che mantenne fino al suo ritiro. Durante il suo mandato, contribuì alla modernizzazione della geodesia danese e internazionale.

## Contributi scientifici
I contributi principali di Nørlund possono essere suddivisi in due ambiti: la matematica pura e la geodesia.
- Matematica pura Nørlund apportò contributi alla teoria delle funzioni, in particolare attraverso lo studio delle serie e delle loro applicazioni. Una delle sue opere più note è legata alla formula di Nørlund, utilizzata nell'analisi delle funzioni gamma e nelle approssimazioni numeriche. Fu un pioniere nello studio delle equazioni differenziali e integrali, sviluppando metodi che ancora oggi sono utilizzati in vari campi della matematica applicata. Inoltre, lavorò sulla generalizzazione dei coefficienti binomiali e delle funzioni ipergeometriche, contribuendo alla comprensione delle strutture matematiche sottostanti a questi concetti. Pubblicò diversi libri che rimangono punti di riferimento nel campo, tra cui "Vorlesungen über Differenzenrechnung" (1924), un trattato fondamentale sull'analisi delle differenze finite.
- Geodesia Come geodeta, Nørlund fu coinvolto in importanti progetti cartografici e di misurazione della Terra. Uno dei suoi risultati più significativi fu lo sviluppo di metodi matematici per migliorare la precisione delle misurazioni geodetiche. Egli introdusse tecniche innovative per la riduzione delle osservazioni astronomiche e geodetiche, che permisero di ottenere mappe topografiche e dati geodetici di maggiore accuratezza. Sotto la sua direzione, la Danimarca divenne un leader mondiale nella geodesia. Nørlund supervisionò la creazione di un sistema di triangolazione nazionale e fu anche coinvolto nella standardizzazione di metodi per il rilevamento geodetico a livello europeo.

## Ruolo istituzionale e influenza
Nørlund fu rettore dell'Università di Copenaghen dal 1941 al 1953, periodo in cui lavorò per rafforzare i legami tra le discipline scientifiche e umanistiche. Durante la Seconda Guerra Mondiale, si impegnò attivamente per proteggere l'integrità accademica dell'università di fronte alle pressioni politiche e alle sfide dell'occupazione tedesca.
Nørlund fu membro di numerose accademie scientifiche, tra cui l'Accademia Reale Danese delle Scienze e delle Lettere. Ricevette molteplici onorificenze per i suoi contributi scientifici, inclusi dottorati honoris causa da università di tutto il mondo.

## Eredità
I suoi lavori teorici di Nørlund continuano a influenzare gli sviluppi moderni nella teoria delle funzioni e nell'analisi numerica. Nel campo della geodesia, i metodi da lui sviluppati sono ancora utilizzati nei moderni sistemi di rilevamento e cartografia.
La sua influenza si estende anche al di fuori della matematica, a causa del suo impegno per l'educazione scientifica e la collaborazione interdisciplinare. Attraverso i suoi scritti e le sue attività accademiche, Nørlund ha ispirato generazioni di scienziati e ricercatori, rendendolo una figura centrale nella storia della scienza del XX secolo.